# Elisenda Bou
Elisenda Bou Balust (Barcelona, 1986) es una ingeniera de telecomunicaciones española experta en inteligencia artificial (IA). En 2022, fue galardonada con el Premio Princesa de Girona por su trabajo relacionado con la IA. 

## Trayectoria
Se licenció en 2011 en ingeniería de telecomunicaciones en la Universidad Politécnica de Cataluña (UPC). Ese mismo año, también finalizó los estudios de ingeniería electrónica por la Universidad de Las Palmas de Gran Canaria (ULPGC). Entre 2012 y 2016 fue becada por la empresa tecnológica Thales Alenia Space España para estudiar la transferencia inalámbrica de energía para constelaciones de satélites.  En 2015 comenzó a trabajar como profesora asociada en la Escuela de Ingeniería Electrónica de la UPC, donde permaneció hasta 2020. En 2018, se doctoró por la UPC en colaboración con el Instituto de Tecnología de Massachusetts (MIT) con la tesis titulada Wireless power transfer, centrada en la transferencia inalámbrica de energía.
A lo largo de su carrera ha colaborado con la agencia espacial estadounidense NASA, el MIT y Google en el campo de la inteligencia artificial aplicada a satélites. En el ámbito empresarial, fue cofundadora y directora de tecnología de la startup Vilynx, especializada en inteligencia artificial. En octubre de 2020, la empresa fue adquirida por Apple por 42 millones de dólares. Esta fue la primera adquisición que Apple realizó en España. Tras la compra, la compañía creó un centro de inteligencia artificial en Barcelona y mantuvo el equipo original. Bou dirigió la división de Media Knowledge y Content Understanding de Apple hasta septiembre de 2024. Posteriormente, fundó Cala AI, otra empresa de base tecnológica. 
Además de su labor técnica y empresarial, participa activamente en iniciativas para fomentar el interés de las niñas y jóvenes en los estudios científicos y tecnológicos STEM. En sus intervenciones públicas, destaca la importancia de visibilizar a mujeres del ámbito tecnológico en los medios de comunicación y de romper estereotipos asociados a estas profesiones.

## Reconocimientos
En 2013, Elisenda Bou Balust fue distinguida con el Faculty Research Award de Google, un reconocimiento que se concede a personas investigadoras de todo el mundo para apoyar proyectos con potencial de aplicación práctica. En 2018 recibió el premio Jove Empresari de Catalunya, otorgado por la Asociación de Jóvenes Empresarios de Cataluña (AIJEC). Este galardón busca destacar y dar visibilidad a las iniciativas empresariales lideradas por personas menores de 45 años con empresa propia en Cataluña.
En 2022, fue reconocida con el Premio Princesa de Girona en la categoría Empresa, por su labor en el campo de la inteligencia artificial. El jurado valoró tanto su trayectoria académica como su experiencia emprendedora y la señaló como un referente internacional en ciencia y tecnología. Ese mismo año también fue una de las ganadoras del Premio Mujeres A Seguir (MAS), en la categoría de Tecnología. Estos premios, promovidos por el Diario AS, distinguen la carrera y el esfuerzo de mujeres destacadas en distintos ámbitos profesionales.